# Чехлыстов, Борис Александрович
Борис Александрович Чехлыстов  (19 марта 1946) — советский хоккеист с мячом, мастер спорта СССР международного класса, чемпион СССР по хоккею с мячом 1977 года, четырёхкратный чемпион СССР по хоккею на траве, заслуженный тренер Казахской ССР. Награждён орденом «Достык» ІІ степени (2001).

## Биография
Воспитанник краснотурьинского «Труда». В составе клуба провёл три сезона.
В 1964 году перешёл в «Динамо» (Алма-Ата), где играл как в хоккей с мячом, так и в хоккей на траве. Рекордсмен «Динамо» по количеству проведенных игр.

## Тренерская работа
В 1972 году окончил Казахский институт физической культуры. В 1984—1986 годах возглавлял «Динамо» (Алма-Ата). Главный тренер молодёжной (1987—1990) и юношеской сборных СССР — 1991/92. В 1993—1995 годах — тренер сборной Казахстана.
Под его руководством «Динамо» стало чемпионом СССР 1990, третьим призёром чемпионата страны 1992, финалистом Кубка СССР 1984, третьим призёром Кубка европейских чемпионов 1990, вторым призёром VI зимней Спартакиады народов СССР в 1986. Под началом Чехлыстова сборная СНГ была вторым призёром чемпионата мира среди юниоров 1992. Тренер (1993—1994) и главный тренер (1995—2000) сборной Казахстана по хоккею на траве.
С 2000 года — директор стадиона «Динамо» в Алма-Ате. С 2003 года — заместитель председателя облсовета «Динамо».

## Достижения

### хоккей с мячом
Чемпион СССР (1) — 1977 

 Серебряный призёр чемпионата СССР (6) — 1973, 1975, 1976, 1978, 1979, 1981 

 Бронзовый призёр чемпионата СССР (3) —1966, 1967, 1971, 1974, 1983
 Обладатель Кубка европейских чемпионов (1) — 1978 

В списке лучших хоккеистов сезона (1) — 1971

### хоккей на траве
Чемпион СССР — 1972, 1973, 1975, 1976 

 Серебряный призёр чемпионата СССР — 1970, 1971, 1974